# Анатолийская гипотеза
Анатолийская гипотеза — гипотеза, локализующая прародину индоевропейских языков в неолитической Малой Азии (современная Турция). Конкурирует с армянской гипотезой и курганной гипотезой.
Выдвинута в 1987 году британским археологом Колином Ренфрю. Согласно Ренфрю, индоевропейцы на 3 тысячи лет старше, чем это предполагают сторонники курганной гипотезы.
Среди других известных археологов к сторонникам данной гипотезы относится Барри Канлифф.
Гипотеза утверждает, что индоевропейские языки начали распространяться мирно, путем демической диффузии, в Европу из Малой Азии примерно с 7000 г. до н. э. по мере неолитизации и распространения земледелия. Соответственно, большинство жителей неолитической Европы говорили на индоевропейских языках, а более поздние миграции заменили одни индоевропейские диалекты другими.
Распространение сельского хозяйства с Ближнего Востока привело к распространению трех языковых семей: индоевропейские языки в сторону Европы, дравидийские языки в сторону Пакистана и Индии и афразийские языки в сторону Аравийского полуострова и Северной Африки. Реагируя на критику, Ренфрю пересмотрел свое предложение, заняв ярко выраженную индо-хеттскую позицию. Пересмотренные взгляды Ренфрю помещают индо-анатолийский праязык в 7-м тысячелетии до н. э. в Малой Азии, предлагая в качестве прародины праиндоевропейского языка Балканы около 5000 г. до н. э.
Согласно Ренфрю (2004), распространение индоевропейского языка происходило следующими этапами:
- Около 6500 г. до н. э.: индо-анатолийский язык в Малой Азии разделяется на анатолийский и архаичный праиндоевропейский язык земледельцев, которые мигрируют в Европу, неолитизируя её. Архаичные праиндоевропейские языки он локализует на Балканах (старчево-кришская культура), в долине Дуная (культура линейно-ленточной керамики) и, возможно, в районе Буга-Днестра.
- Около 5000 г. до н. э.: архаический праиндоевропейский язык разделяется на северо-западный индоевропейский язык (предок италийских, кельтских и германских языков), в долине Дуная — на балканский праиндоевропейский язык и ранний степной протоиндоевропейский язык (предок тохарского языка). Основная сила гипотезы заключается в том, что она связывает распространение индоевропейских языков с археологически фиксируемым событием — распространением земледелия, которое, как часто предполагают учёные, сопровождалось значительными перемещениями населения.

## Глоттохронология
Как подтверждение анатолийской гипотезы позиционировали своё глоттохронологическое исследование, опубликованное в 2003 году в журнале Nature, новозеландские эволюционные биологи Рассел Грей и Квентин Аткинсон, работающие на факультете психологии Оклендского университета. При этом речь шла не о подтверждении Малой Азии как прародины, а о подтверждении датировки распада, на которую опирается анатолийская гипотеза.
Аткинсон и Грей выполнили статистический анализ родственных слов 103 живых и мёртвых индоевропейских языков (из примерно 150 известных), пользуясь лексико-статистической базой данных (её создала по спискам Сводеша Айсидор Дайен) и дополнительной информацией. Методом Монте-Карло были сгенерированы миллионы случайных «языковых деревьев», без учёта их исторической и лингвистической правдоподобности. Предполагалось, что, хотя скорость эволюции на ветвях дерева языков может различаться и распределяться случайным образом, но этот разброс не может быть слишком большим. Например, если забыть всё, что известно об истории народов и языков, то вариант, возводящий армянский и исландский языки к недавнему общему предку, оказался бы чрезвычайно неправдоподобным — просто потому, что темп их эволюции пришлось бы принять слишком высоким по сравнению с другими ветвями древа.
Данные, полученные Греем и Аткинсоном методами байесовского анализа и опубликованные в журнале Science в 2012 г., указывают на возраст праиндоевропейского языка в интервале от 8000 до 9500 лет и на прародину языка в Малой Азии. Именно в это время от общего ствола отделились предки хеттов.
Методы и результаты Грея и Аткинсона были подвергнуты резкой критике с разных сторон.
Ещё больше удревняют датировку распада индоевропейских языков Петер Форстер и Альфред Тот, однако их исследования малопопулярны даже среди других «анатолистов».

## Критика
Жёсткую критику анатолийской гипотезы высказывал редактор «Журнала индоевропейских исследований» Дж. П. Мэллори, точка зрения которого близка к «курганной гипотезе».
Д. Энтони указывал, что в рамках анатолийской гипотезы оказывается необъяснимым небольшое количество индоевропейских языков в Анатолии и их низкий статус в течение длительного времени. Также Энтони указывал, что возникновение колеса в рамках данной гипотезы датируется на несколько тысячелетий после предполагаемого исхода из Анатолии и разделения языков, однако соответствующие термины в различных индоевропейских языках не разнородны, как можно было бы предположить, а напротив, обладают высоким сходством.
Некоторые лингвисты не согласны с отнесением хеттского (и других анатолийских языков) к индоевропейской семье. По их мнению, хеттский и праиндоевропейский языки соотносятся не как потомок и предок, а как две ветви, идущие от общего ствола. Если эта точка зрения окажется правильной, то получится, что анатолийская гипотеза отражает не формирование именно протоиндоевропейцев, а некий более ранний этап.
По мнению Ф. Вудхёйзена, анатолийские языки были не первыми индоевропейскими языками в Малой Азии. Им предшествовал «древнеевропейский» субстрат, оставленный пеласгами, фонетика которого демонстрирует типологически более поздние черты (исчезновение ларингала *h2) по сравнению с анатолийскими языками, считающимися наиболее архаичной ветвью индоевропейских.
Опровергает анатолийскую гипотезу своими исследованиями американский археолог Дуглас Кеннет.